# Roger Filiatrault
Roger Filiatrault (* 5. Februar 1905 in Montreal; † 27. April 1973 in Lesage, Québec) war ein kanadischer Sänger (Bariton) und Musikpädagoge.

## Leben
Filiatrault begann seine musikalische Laufbahn als Pianist und Geiger, bevor er 1924 bei der Société canadienne d'opérette als Sänger debütierte. Er studierte dann Gesang bei Salvator Issaurel in Montreal und setzte seine Ausbildung am Brüsseler Konservatorium bei Désiré Demest (Gesang) sowie Désiré Defauw und Joseph Jongen (Chorleitung) fort. In Paris studierte er Stimmphysiologie bei Alexis Wicart.
1930 kehrte er nach Kanada zurück und gründete das Alouette Vocal Quartet, ein A-cappella-Gesangsquartett, dem außerdem Jules Jacob, Émile Lamarre und André Trottier angehörten. Das Ensemble, dessen künstlerischer Leiter Filiatrault ab 1945 war, war bis Mitte der 1960er Jahre aktiv, trat u. a. in Kanada, den USA, Frankreich, Belgien und Brasilien auf und war regelmäßig in Rundfunksendungen zu Gast.
Daneben gab Filiatrault privaten Gesangsunterricht und unterrichtete am Konservatorium von Montreal und der École Vincent-d'Indy. Zu seinen Schülern zählten u. a. Réjane Cardinal, Marie-José Forgues, Claire Gagnier, Jacques Labrecque, Micheline Tessier und Cécile Vallée. Von 1949 bis 1951 war er Präsident der Quebec Music Teachers' Association. 1948 gründete er die Société Euphonia, einen gemischten Chor, den er bis 1950 leitete.
Die University of Ottawa ehrte ihn 1956 mit einem Diplom bene merenti.